# 宫小生
宫小生（1953年3月—），山东人，中华人民共和国政治人物、外交官。

## 生平
宫小生毕业于北京外国语学院。1979年，进入中华人民共和国外交部工作，先后在外交部西亚北非司、驻埃及大使馆、国务院外事办公室、常驻联合国代表团任职，后任至外交部西亚北非司参赞。1995年，任国务院外事办公室副司长，后升任司长。2000年，回任外交部西亚北非司参赞。2003年2月，出任中华人民共和国驻巴勒斯坦民族权力机构办事处主任。2005年，任外交部大使。2006年9月，出任中华人民共和国驻约旦大使。2008年10月，出任中华人民共和国驻土耳其大使。2014年，届龄离任退休，退居二线，改任中國政府中東問題特使。2019年8月，自特使一职离任。

## 家庭
已婚，有一女。